# Пасерано Марморито
Пасерано Марморито (итал. Passerano Marmorito) је насеље у Италији у округу Асти, региону Пијемонт.
Према процени из 2011. у насељу је живело 450 становника. Насеље се налази на надморској висини од 292 м.

## Становништво
Према резултатима пописа становништва 2011. у општини је живело 443 становника.
| 1931. | 1936. | 1951. | 1961. | 1971. | 1981. | 1991. | 2001. | 2011. |
| ----- | ----- | ----- | ----- | ----- | ----- | ----- | ----- | ----- |
| 1.150 | 1.119 | 903   | 743   | 598   | 480   | 440   | 450   | 443   |